# 约安·古尔屈夫
約翰·米格尔·哥古夫（法語：Yoann Miguel Gourcuff；1986年7月11日—）是一名法國足球運動員，司職進攻中場，最後效力法甲球會迪安。
出身於法國中下游球會羅連安特 （當時直到現在一直由古尔屈夫的父親基斯頓·哥古夫執教），於2003年加盟雷恩。他代表過法國青年軍出賽，曾於2005年贏得19歲以下歐洲國家杯冠軍。在2006年他有傳與阿積士、華倫西亞和拉上關係，但最後他選擇加盟意甲勁旅AC米蘭。2008年，他被AC米蘭外借到法甲球隊波爾多，并在2009年正式轉會。
2010年球季，哥古夫憑藉之前兩季在法甲聯賽的出色表現，轉投到另一支法國班霸球會里昂。
由於他主要偏向進攻，故被法國媒體視為球王齐内丁·齐达内的接班人，也有人把他和前馬賽球星佐卡夫比較。但因为没有达到预期，他和纳斯里、本-阿尔法一起，成为了法国“迷失的一代”的代名词。

## 早年生活
哥古夫出生於運動世家，他的母親是籃球運動員，他的哥哥是一個游泳和單車選手，而他的父親是一位前足球運動員，曾經是法國，瑞士和加拿大球會的球員，但他成名的時間是在雷恩，羅連安特和勒芒。他目前擔任雷恩的領隊。
作為一個青年，哥古夫善於足球和網球，在他這個年齡組成為了頂級球員，但最終選擇專注於足球。

## 球員生涯
青年軍及雷恩
哥古夫開始他的職業生涯是在羅連安特，當時球隊的領隊，他的父親把他送往PEF Ploufragan足球學院。後來他的父親執教雷恩，哥古夫初步認為會去南特，但最後也決定跟隨父親，並於2001年與球隊簽署了青年合約。2003年，代表雷恩青年軍的哥古夫在決賽中取得入球，協助球隊以4-1擊敗斯特拉斯堡贏得了2003年青年盃。
正如所料，哥古夫在2003年11月簽署了第一份職業合約，並在2003-04賽季後半部晉升至一隊。他在聯賽首次亮相是在2004年2月7日以0-2擊敗歐賽爾的賽事，在第76分鐘後備上陣。他在這賽季共得到8次出場的機會，其中包括他的第一次對陣波爾多以3-1獲勝。2005-06賽季哥古夫穿著10號球衣，他在聯賽上陣了36場比賽，攻入6球，而首個聯賽入球是以2-0擊敗摩纳哥。
AC米蘭
哥古夫出色的表現吸引了多間大球會的注意，包括荷甲的阿積士，西甲的華倫西亞及英超球隊阿仙奴，在2005-06賽季結束後，哥古夫轉投意甲的AC米蘭，簽訂了為期5年的合約，轉會費是大約350萬歐元。他首次為AC米蘭上陣是8月9日是在歐洲聯賽冠軍盃第三圈資格賽對陣貝爾格萊德紅星，在81分鐘後備入替派路。他取得首個入球是在歐洲聯賽冠軍盃小組賽對陣AEK雅典。
接著的兩個賽季，哥古夫的上場時間不足，有效地出現的只有36場聯賽，其中23場是後備上陣。他微薄的上場時間和緩慢的發展，主要是由於受傷及被領隊安察洛堤忽視和批評，指出了他的心理題。哥古夫位置上的直接競爭對手是巴西國家足球隊主力，2007年國際足協世界足球先生得主卡卡，進一步限制了他的上陣時間。不過，哥古夫也得到2006年至2007年歐洲聯賽冠軍盃的獎牌。雖然他在決賽並不是正選的11人及後備人選，但他在歐洲聯賽冠軍盃3次的出場使他有資格獲得一枚獎牌。他也協助球隊贏得2007年歐洲超霸盃及2007年世界冠軍球會盃。
2006-07賽季後，於2008年5月31日，加利亞尼透露，AC米蘭將外借哥古夫到法甲球隊波爾多整個2008-09賽季，讓他得到更多的上場時間。
波爾多

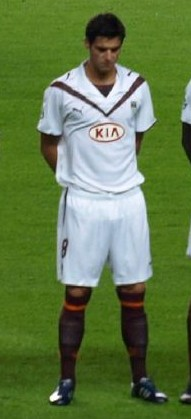
哥古夫為波爾多上陣

在波爾多，哥古夫很快便獲得上陣機會，他首次上陣是在以2-1擊敗卡昂的賽事，隨後並協助波爾多赢得2008年法國超級盃冠軍。哥古夫在2008-09年法國聯賽盃4-0戰勝瓦納的決賽，他助攻了第三個入球，並攻入了第四個入球。
在接下來的比賽，哥古夫的表現非常出色，並陸續取得入球。最終協助波爾多第六次奪得法國甲組足球聯賽冠軍，並赢得2008年法國超級盃冠軍及2009年法國聯賽盃冠軍。哥古夫的努力，使他在2008-09賽季被評為法甲年度最佳球員獎。他還入選了法甲年度最佳陣容。

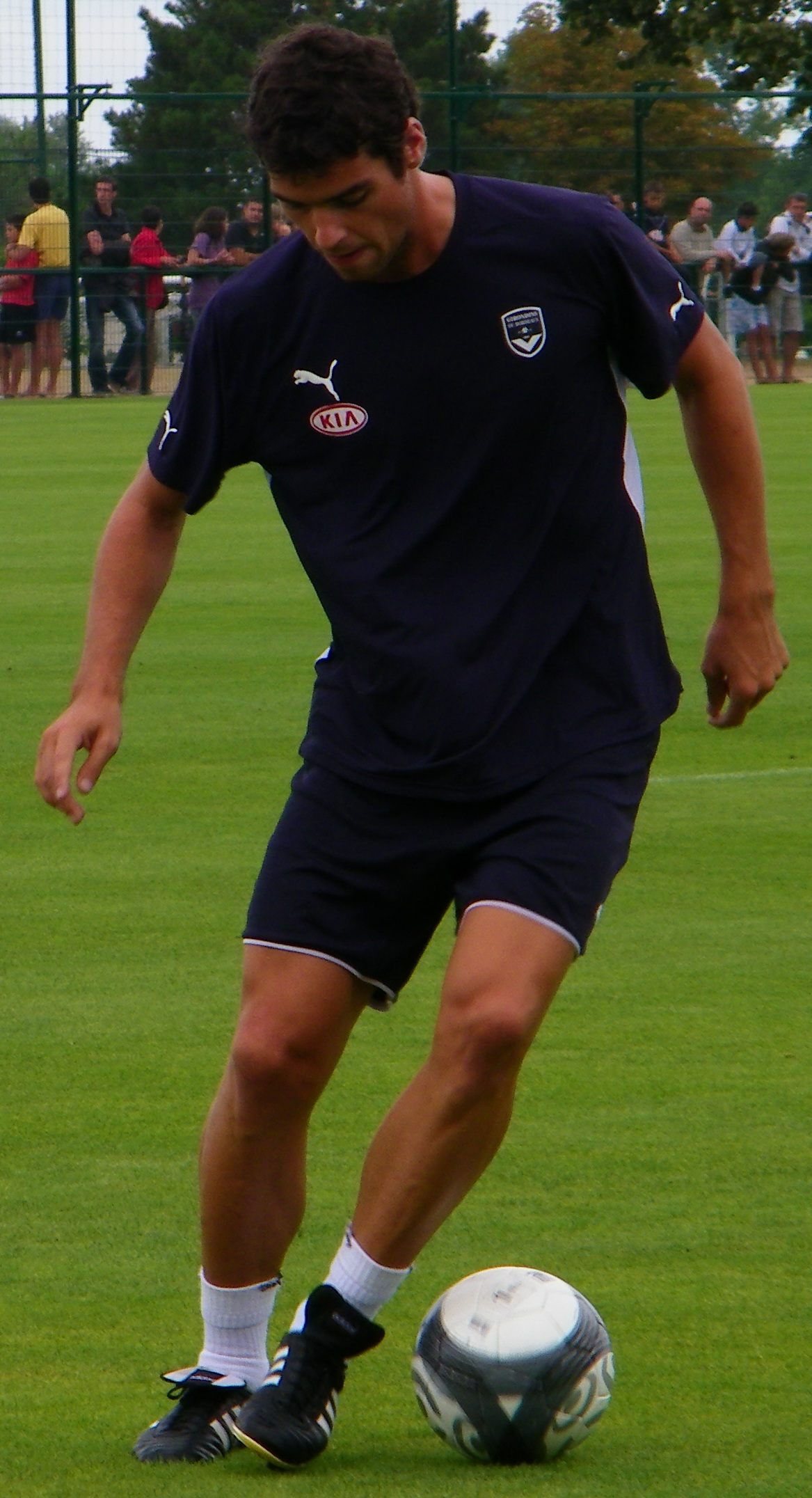
哥古夫訓練的情況

由於哥古夫在這賽季表現出色，波爾多希望利用1500萬歐元的優先收購權使哥古夫正式成為球隊的一員。儘管AC米蘭總經理加利亞尼和新領隊李安納度努力說服哥古夫歸隊，但始終未能保證哥古夫的上陣時間。5月28日，波爾多宣佈哥古夫已經從AC米蘭正式轉會，並簽署了4年合約。轉會費未透露，但應該是優先收購權的1500萬歐元。
2009-10賽季
哥古夫在2009-10賽季正式為波爾多上陣，他協助球隊以2-0戰勝甘岡赢得2009年法國超級盃。他的表現出色，被評為最佳球員。兩個星期後，他在這賽季首場聯賽對陣朗斯梅開二度，結果以4-1獲勝。這場勝利是波爾多12場連勝，創下了球會最長連勝紀錄。哥古夫出色的表現協助球隊在2009/10賽季歐洲聯賽冠軍盃分組賽以不敗姿態晉身十六強淘汰賽。
12月20日，哥古夫被法國足球雜誌選為2009年法國足球先生，擊敗了安歷卡、洛里斯、亨利及上兩屆得主列貝利。
里昂
2010年8月23日，里昂在球會官方網頁宣佈與波爾多達成協議成功羅致哥古夫，哥古夫此前亦曾被報導過有意加盟該支球隊。一待通過翌日的體能檢測，哥古夫便會落實以2,200萬歐元的身價轉會並簽下一份長期的合約，而里昂會把轉會款項分三期於2012年12月31日之前還清。

## 國家隊

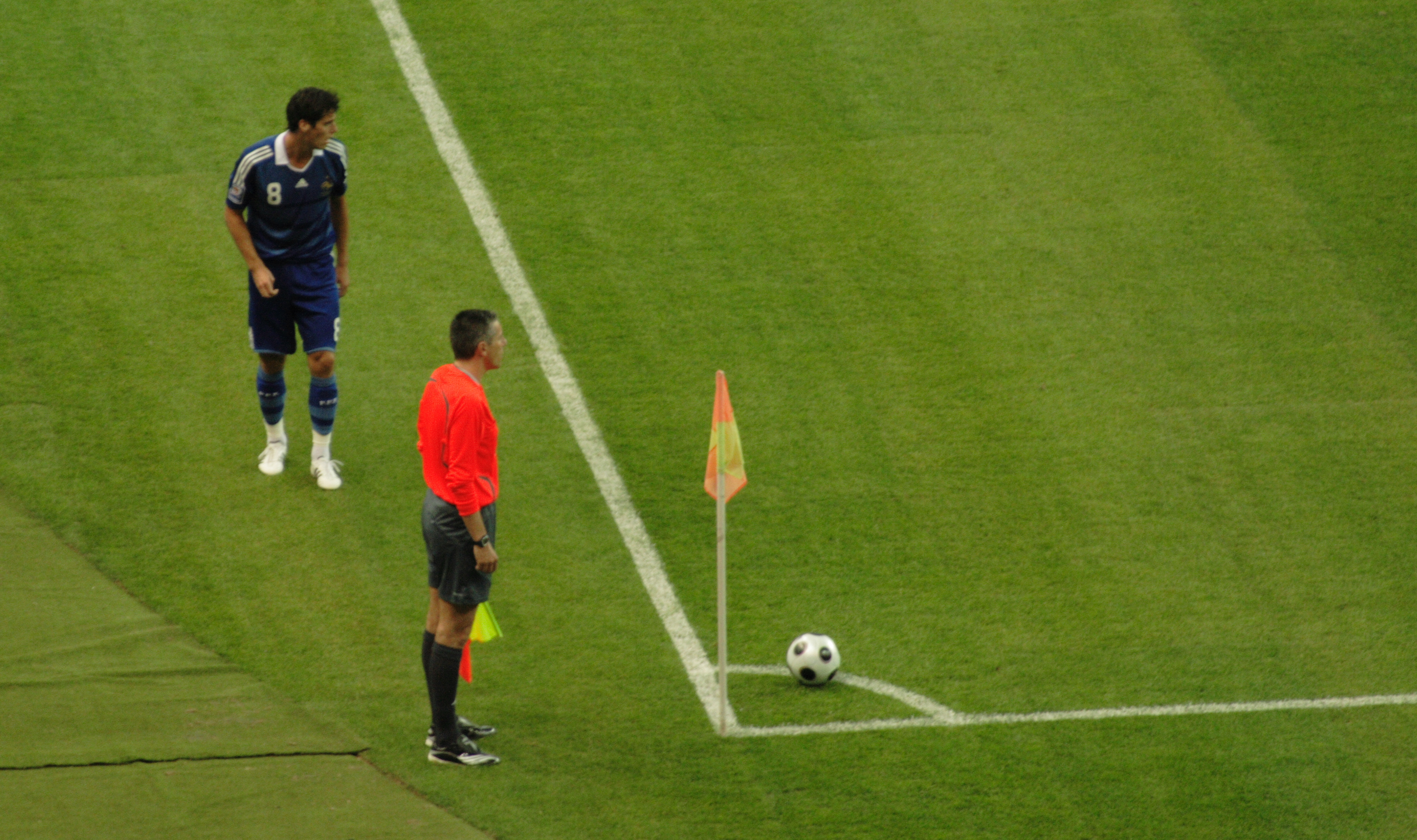
哥古夫準備為法國隊開角球

哥古夫曾經14次代表法國U17上陣並攻入一球。由於他表現出色，只為法國U18上陣7場後便入選法國U19。
2005年19歲以下歐洲國家杯，他出色的表現協助球隊赢得贏得19歲以下歐洲國家杯冠軍。赢得他的第一個國際榮譽。
哥古夫隨後便入選法國U21，上陣18次取得4個入球，但卻無法協助球隊取得參加歐洲U-21足球錦標賽的資格。
哥古夫首次為大國腳上陣是2008年8月20日友誼賽對瑞典的比賽，他在補時至92分鐘時後備上陣，最終法國隊以3-2勝利。他在法國隊取得第一個進球是在2008年10月11日對陣羅馬尼亞的2010年世界盃外圍賽，賽果為2-2。在對塞爾維亞的比賽，法國隊領隊杜明尼治把哥古夫放在前鋒身後，攻擊中場的位置。這位置是2006年世界盃足球賽施丹掛靴前所擔任的位置。

## 球員生涯全統計
（截至2009年11月4日）
| 球季    | 球隊   | 聯賽 | 聯賽 | 聯賽 | 歐洲賽 | 歐洲賽 | 總數 | 總數 |
| 球季    | 球隊   | 聯賽 | 上陣 | 入球 | 上陣   | 入球   | 上陣 | 入球 |
| ------- | ------ | ---- | ---- | ---- | ------ | ------ | ---- | ---- |
| 2003-04 | 雷恩   | 法甲 | 9    | 0    | 0      | 0      | 9    | 0    |
| 2004-05 | 雷恩   | 法甲 | 21   | 0    | 0      | 0      | 21   | 0    |
| 2005-06 | 雷恩   | 法甲 | 36   | 6    | 5      | 0      | 41   | 6    |
| 2006-07 | AC米蘭 | 意甲 | 21   | 1    | 8      | 2      | 29   | 3    |
| 2007-08 | AC米蘭 | 意甲 | 15   | 2    | 3      | 0      | 18   | 2    |
| 2008-09 | 波爾多 | 法甲 | 37   | 12   | 7      | 2      | 44   | 14   |
| 2009-10 | 波爾多 | 法甲 | 10   | 4    | 4      | 1      | 14   | 5    |
| 總計    | 總計   | 總計 | 149  | 25   | 27     | 5      | 176  | 30   |

## 榮譽
雷恩
- 青年盃（英语：Coupe Gambardella） 冠軍：2003年

AC米蘭
- 歐洲聯賽冠軍盃 冠軍：2006/07年
- 歐洲超霸盃 冠軍：2007年
- 國際足協世界冠軍球會盃 冠軍：2007年

波爾多
- 法國甲組足球聯賽 冠軍：2008/09年
- 法國聯賽盃 冠軍：2009年
- 法國超級盃 冠軍：2008年、2009年

法國
- 歐洲U-19足球錦標賽 冠軍：2005年

個人
- 法國甲組足球聯賽年度最佳球員：2008/09年
- 法國甲組足球聯賽年度最佳陣容：2008/09年、2009/10年
- 法國甲組足球聯賽年度最佳入球：2008/09年[3]
- UNFP本月最佳球員（英语：UNFP Player of the Month）: 2006年3月，2009年4月
- 法國足球先生：2009年